# Lakewood, Washington
Lakewood là một thành phố nằm trong quận Pierce thuộc tiểu bang Washington, Hoa Kỳ.
Thành phố này được đặt tên theo. Theo điều tra dân số của Cục điều tra dân số Hoa Kỳ năm 2000, thành phố có dân số người.

## Địa lý
Theo Cục điều tra dân số Hoa Kỳ, thành phố có diện tích  km², trong đó có  km² là diện tích mặt nước.